# Syntaxine
Syntaxine sind Proteine, die sich in Membranen integrieren und bei der Fusion von Membranen mitwirken. Ein Beispiel sind die SNARE-Proteine, die bei der Vesikelfusion eine Rolle spielen. So interagiert Syntaxin 1 (t-SNARE) mit SNAP-25 und Synaptobrevin 2 (v-SNARE) um den sogenannten SNARE-Komplex zu bilden. Dadurch werden Vesikelmembran und Zellmembran sehr dicht aneinander gebracht, wodurch die Verschmelzung der beiden Membranen vereinfacht wird.
Syntaxin 3 ist das einzige Syntaxin, welches eine enzymatische Schnittstelle aufweist. Dadurch wird der helikale intrazelluläre Teil des Syntaxin 3 von dem transmembranen Teil getrennt. Der helikale Teil hat im nicht gespaltenen Zustand eine geringe Affinität zu RanBP5 während das helikale Spaltprodukt eine hohe Affinität aufweist. Dieser Komplex kann in den Zellkern wandern und dort eine genregulierende Funktion ausüben. Dies könnte evtl. bei der Zellpolarität eine wichtige Rolle spielen zumal Syntaxin 3 selbst an Zellpolarisation beteiligt ist.